# Sally Forth (historieta de Wally Wood)
Sally Forth fue una tira de prensa creada por Wally Wood en 1968 para el ejército estadounidense y protagonizada por una sensual aventurera homónima. Su nombre es un juego de palabras con la expresión sally forth que en inglés significa salir o atacar desde un campamento militar.

## Trayectoria editorial
Sally Forth se publicó por primera vez en junio de 1968 en Military News, un tabloide de 16 páginas de Armed Forces Diamond Sales. Su protagonista comenzó como recluta de una unidad de comando, que a menudo acababa desnuda. 
En 1976, Wood recordaba:

Todo comenzó en 1968, cuando me pidieron que hiciese una sección entera de cómic para un futuro periódico tipo tabloide para militares, cuatro páginas a todo color, tiras de humor orientadas al ejército... Había un canalla de altos vuelos llamado Wild Bill Yonder, otro par que por alguna razón se me escapa... (vaya vergüenza) y otro que pensaba, y todavía pienso, que tenía un gran nombre para una heroína de cómic... Sally Forth.

Sally regresó el 26 de julio de 1971, en Overseas Weekly, un tabloide dirigido a los militares estadounidenses que sirven fuera de Norteamérica. Con Wood recibiendo la ayuda de los historietistas Nick Cuti, Paul Kirchner y Larry Hama, Sally Forth continuó en Overseas Weekly hasta el 22 de abril de 1974. A finales de los 70, los cómics de Sally Forth fueron traducidos al holandés, apareciendo en la revista masculina Gummi bajo el nombre de Doortje Stoot.
Wood recopiló la tira en una serie de cuatro revistas de gran formato (10"X12"). Entre 1993 y 1995, el editor y escritor Bill Pearson, amigo de Wood y miembro de Wood Studio, reformateó las tiras en una serie de cómics publicados por Eros Comix, un sello de Fantagraphics Books. Durante 1998, Pearson editó toda la serie en un único volumen de 160 páginas para Fantagraphics.
Casi al final de su vida, dos historietas completamente pornográficas con Sally y Bill Yonder fueron creadas y publicadas por Wood en los números 1 y 2 del comic book Gang Bang (1980 y 1981, respectivamente). Mientras la primera historia es comparable en términos de calidad a su trabajo previo en la tira, la segunda de ella muestra un descenso de su habilidad artística, con una elaboración tosca y gags derivados de su trabajo previo. Ninguna de estas historias ha sido incluida en las recopilaciones de la serie.

## Personajes
- Lt Q.P. Dahl — Comandante de la unidad, quien mide la mitad que los demás y parece un niño pequeño. Su nombre es un juego con la frase "cupie doll".
- Kicky McCann — Experto en artes marciales.
- Wild Bill Yonder — El piloto del equipo. Su nombre es un juego con la expresión "wild blue yonder", que significa cielo.
- Hairy James — Experto en armas y demoliciones.
- Snorky — Un marciano residente.
- Sally Forth — Proporciona fan service y distracciones a los enemigos varones.